# Кубок Шотландії з футболу 2005—2006
Кубок Шотландії з футболу 2005–2006 — 121-й розіграш кубкового футбольного турніру у Шотландії. Титул всьоме здобув Гарт оф Мідлотіан. Фіналіст кубка, клуб Гретна (представник Другого дивізіону шотландської футбольної ліги) кваліфікувався до Кубка УЄФА 2006—2007.

## Календар
| Раунд        | Дата                                    | Матчі | Клуби   |
| ------------ | --------------------------------------- | ----- | ------- |
| Перший раунд | 19-28 листопада 2005, 22 листопада 2005 | 8+1   | 50 → 42 |
| Другий раунд | 10 грудня 2005                          | 10    | 42 → 32 |
| 1/16 фіналу  | 7-8 січня 2006, 11-17 січня 2006        | 16+3  | 32 → 16 |
| 1/8 фіналу   | 4-8 лютого 2006, 7-15 лютого 2006       | 8+6   | 16 → 8  |
| 1/4 фіналу   | 25 лютого 2006, 9 березня 2006          | 4+1   | 8 → 4   |
| 1/2 фіналу   | 1-2 квітня 2006                         | 2     | 4 → 2   |
| Фінал        | 13 травня 2006                          | 1     | 2 → 1   |

## 1/16 фіналу
| Команда 1                 | Рахунок | Команда 2                |
| ------------------------- | ------- | ------------------------ |
| 7 січня 2006              |         |                          |
| Аллоа Атлетік (3)         | 1:1     | Лівінгстон               |
| Данді Юнайтед             | 2:3     | Абердин                  |
| Данфермлін Атлетік        | 3:4     | Ейрдрі Юнайтед (2)       |
| Фолкерк                   | 2:1     | Бріхін Сіті (2)          |
| Гарт оф Мідлотіан         | 2:1     | Кілмарнок                |
| Гіберніан                 | 6:0     | Арброт (4)               |
| Інвернесс Каледоніан Тісл | 1:1     | Ейр Юнайтед (3)          |
| Квін оф зе Саут (2)       | 1:1     | Гамільтон Академікал (2) |
| Рейнджерс                 | 5:0     | Пітергед (3)             |
| Росс Каунті (2)           | 5:0     | Форфар Атлетік (3)       |
| Спартанс (5)              | 3:2     | Квінз Парк (4)           |
| Сент-Джонстон (2)         | 0:1     | Гретна (3)               |
| Сент-Міррен (2)           | 5:0     | Мотервелл                |
| Стерлінг Альбіон (3)      | 0:1     | Партік Тісл (3)          |
| 8 січня 2006              |         |                          |
| Клайд (2)                 | 2:1     | Селтік                   |
| Данді (2)                 | 2:0     | Странрар (2)             |

Перегравання
| Команда 1                | Рахунок | Команда 2                 |
| ------------------------ | ------- | ------------------------- |
| 11 січня 2006            |         |                           |
| Лівінгстон               | 1:2     | Аллоа Атлетік (3)         |
| 16 січня 2006            |         |                           |
| Ейр Юнайтед (3)          | 0:2     | Інвернесс Каледоніан Тісл |
| 17 січня 2006            |         |                           |
| Гамільтон Академікал (2) | 1:0 дч  | Квін оф зе Саут (2)       |

## 1/8 фіналу
| Команда 1                 | Рахунок | Команда 2         |
| ------------------------- | ------- | ----------------- |
| 4 лютого 2006             |         |                   |
| Ейрдрі Юнайтед (2)        | 1:1     | Данді (2)         |
| Клайд (2)                 | 0:0     | Гретна (3)        |
| Фолкерк                   | 1:1     | Росс Каунті (2)   |
| Гамільтон Академікал (2)  | 0:0     | Аллоа Атлетік (3) |
| Гарт оф Мідлотіан         | 3:0     | Абердин           |
| Інвернесс Каледоніан Тісл | 2:2     | Партік Тісл (3)   |
| Рейнджерс                 | 0:3     | Гіберніан         |
| 8 лютого 2006             |         |                   |
| Спартанс (5)              | 0:0     | Сент-Міррен (2)   |

Перегравання
| Команда 1         | Рахунок      | Команда 2                 |
| ----------------- | ------------ | ------------------------- |
| 7 лютого 2006     |              |                           |
| Аллоа Атлетік (3) | 0:3          | Гамільтон Академікал (2)  |
| 14 лютого 2006    |              |                           |
| Данді (2)         | 2:0          | Ейрдрі Юнайтед (2)        |
| Гретна (3)        | 4:0          | Клайд (2)                 |
| Росс Каунті (2)   | 0:1          | Фолкерк                   |
| Сент-Міррен (2)   | 3:0          | Спартанс (5)              |
| 15 лютого 2006    |              |                           |
| Партік Тісл (3)   | 1:1 пен. 4:2 | Інвернесс Каледоніан Тісл |

## 1/4 фіналу
| Команда 1                | Рахунок | Команда 2       |
| ------------------------ | ------- | --------------- |
| 25 лютого 2006           |         |                 |
| Гамільтон Академікал (2) | 0:0     | Данді (2)       |
| Гарт оф Мідлотіан        | 2:1     | Партік Тісл (3) |
| Фолкерк                  | 1:5     | Гіберніан       |
| Гретна (3)               | 1:0     | Сент-Міррен (2) |

Перегравання
| Команда 1      | Рахунок | Команда 2                |
| -------------- | ------- | ------------------------ |
| 9 березня 2006 |         |                          |
| Данді (2)      | 3:2 дч  | Гамільтон Академікал (2) |

## 1/2 фіналу
| Команда 1     | Рахунок | Команда 2         |
| ------------- | ------- | ----------------- |
| 1 квітня 2006 |         |                   |
| Гретна (3)    | 3:0     | Данді (2)         |
| 2 квітня 2006 |         |                   |
| Гіберніан     | 0:4     | Гарт оф Мідлотіан |

## Фінал
| 13 травня 2006 |

| Гретна (3)                          | 1:1      | Гарт оф Мідлотіан                       |
| ----------------------------------- | -------- | --------------------------------------- |
| Макгуффі 76'                        | Протокол | Скацел 39'                              |
|                                     | Пенальті |                                         |
| - Грейді - Бірч - Таунслі - Скелтон | 2:4      | - Пресслі - Нільсон - Скацел - Поспішил |

| Гемпден-Парк, Глазго Глядачів: 51 232 Арбітр: Дугі Макдональд |